# Могила Рафаэла Патканяна
Могила Рафаэла Патканяна — памятник истории федерального значения в Ростове-на-Дону, находящийся на территории мемориального комплекса «Сурб Хач».

## История
Рафаэл Габриэлович Патканян — известный армянский поэт, переводчик, один из основоположников армянской гражданской поэзии. Родился в 1830 году в Нахичевани-на-Дону, трудился и творил в родном городе, здесь же был похоронен — у стен армянской церкви Сурб Хач.
Рафаэл Патканян оказал большое влияние на армянскую гражданскую поэзию, являясь при этом одним из основоположников этого жанра литературы. Лейтмотивом его творчества были права армянского народа, борьба за независимость армян в Западной Армении (ныне восток Турции) и выражение симпатии русскому народу и России. Большую часть произведений Патканян создал на армянском литературном языке, а также на русском и родном для него нор-нахичеванском диалекте.

## Описание
Рафаэл Патканян был похоронен у стен церкви в 1892 году, и в 1902 году на его могиле был установлен бюст работы известного армянского скульптора, ученика О. Родена и А. Фальгьера — Андриаса Генриховича Тер-Марукяна.
Могила Рафаэла Патканяна выделена в отдельный объект охраны культурного наследия народов России как памятник истории федерального значения постановлением Совета Министров РСФСР "О дополнении и частичном изменении постановления Совета Министров РСФСР от 30 августа 1960 г. № 1327 «О дальнейшем улучшении дела охраны памятников культуры в РСФСР». 
У стен Сурб Хача похоронен также его приятель и коллега — Микаэл Налбандян, а также друг семьи Патканянов, поэт, переводчик и богослов — Арутюн Аламдарян. И могила могила М. Налбандяна, и могила А. Аламдаряна являются памятниками истории федерального значения.